# Мехди Хассан
Мехди Хассан Хан (урду مہدی حسن‎; 18 июля 1927 — 13 июня 2012) — пакистанский певец, исполнитель газели и песен для пакистанской киноиндустрии Lollywood. Считается одним из величайших и самых влиятельных певцов в жанре газели. За своё мастерство Хассан получил титул «Шахеншах-и-азель», что в переводе означает «Император газели». Хассан был любим и уважаем слушателями за свой глубокий, завораживающий баритон. Его признают как человека, который сумел донести жанр газели до мировой аудитории. Не менее важным был его особый подход к музыке — Хассан умело сочетал мелодические образцы, соблюдая при этом целостность индийских музыкальных раг в своем творчестве.
Родившись в семье музыкантов Калаванта, Хассан естественным образом проявил интерес к музыке с раннего возраста. Он стал вдохновением для многих певцов различных жанров, включая Джагджита Сингха и Парвеза Мехди. За свою жизнь Хассан получил множество наград, а также заработал статус одного из лучших певцов пакистанской киноиндустрии совместно с коллегой по цеху Ахмедом Рушди. Говорят, что за свою карьеру Хассан озвучил более 300 кинофильмов. За свои заслуги в искусстве пакистанское правительство удостоило его орденами Nishan-e-Imtiaz, Tamgha-e-Imtiaz, Pride of Performance и Hilal-i-Imtiaz.

## Ранний период жизни
Хассан родился 18 июля 1927 года в маленькой деревне под названием Луна, недалеко от Мандавы в округе Джхунджхуну. Он рос в музыкальной семье, и был уже 16-м поколением музыкантов клана Калавант. С восьми лет Хассан начал учиться классической музыке. Его учителями были его отец Устад Азим Хан и дядя Устад Исмаил Хан, которые были выдающимися певцами в стиле Дхрупад, традиционном виде индийской музыки. Молодой Хассан довольно быстро стал выступать публично. К двадцати годам он уже овладел различными классическими формами пения, включая дхрупад, дадра, тумри и хаял. Вскоре после этого Хассан начал выступать при двор махараджи вместе со своим братом Гуламом Кадиром. Первые шаги в своей профессиональной карьере Хассан сделал как исполнитель тумри. Отмечается, что его первый концерт с исполнением дхрупад и хаял, в котором участвовал его старший брат, прошел в Фазилке Бунгла недалеко от современного DC House (построенного в 1935 году). Брат Хассана, Устад Гулам Кадир, также внес значительный вклад в его музыкальное развитие.
После раздела Индии в 1947 году 20-летний Хассан и его семья мигрировали в Пакистан, взяв с собой лишь немного вещей. Семья направилась в дом его тети по отцовской линии, которая жила в деревне Чак, недалеко от Чичаватни. Первое время они испытывали серьезные финансовые трудности. Хассан принялся за работу, чтобы поддержать семью. Сначала он работал в магазине велосипедов «Mughal Cycle House» в Чичаватни, а впоследствии он стал механиком, ремонтирующим автомобили и дизельные тракторы. Несмотря на финансовые затруднения и плотный график, он продолжал уделять время своей настоящей страсти — пению.

## Вокальная карьера
В 1957 году Хассану снова была предоставлена возможность петь на Радио Пакистана, сначала как исполнителю тумри, а затем газели, что принесло ему признание в музыкальном сообществе. У него была страсть к поэзии на урду, и поэтому он начал экспериментировать исполняя газели на полставки. Он упоминает сотрудников радио З. А. Бухари и Рафика Анвара в качестве тех, кто повлиял на его становление как певца газели. Впервые он спел на Радио Пакистана в 1952 году Его первой песней в кино была «Nazar Milte Hi Dil Ki Bat Ka Charcha Na Ho Jaye» из фильма «Шикхар» 1956 года. Эта песня была написана поэтом Яздани Джаландхари, а музыку к ней написал Асгар Али М. Хусейн. Газель «Gulon mein rang bharay, baad-e-naubahar chale» для фильма «Фаранги» 1964 года, написанная известным пакистанским поэтом Фаизом Ахмедом Фаизом на музыку Рашида Аттре, стала его крупным прорывом в пакистанской киноиндустрии, после которого он никогда не оглядывался назад. Даже автор газели Фаиз Ахмед Фаиз перестал цитировать её в своих «Мушайрах» и вместо этого рекомендовал зрителям попросить Хассана спеть её для них и в шутку говорил, что газель принадлежала Хассану.
В октябре 2010 года музыкальный лейбл HMV выпустил альбом «Sarhadein». Он включал в себя дуэтную песню «Tera Milna», исполненную Хассаном и Латой Мангешкар. Музыку написал сам Хассан, а текст создал Фархат Шахзад. Запись Хассана была сделана в Пакистане в 2009 году. Когда Мангешкар услышала этот трек, она записала свою часть в Индии в 2010 году. Позже эти две записи были совместно сведены в одну песню-дуэт. Эту же песню ранее исполнили дуэтом Хассан и Нур Джехан.
После того как в конце 1980-х годов Хассан серьезно заболел, он стал петь реже, а затем полностью отказался от музыки, в том числе инструментального исполнения. Из-за развития болезни впоследствии он полностью прекратил свою музыкальную карьеру.

## Смерть
Несколько лет перед смертью  Хассан страдал от серьезного хронического заболевания легких. За 12 лет до своей кончины он проходил лечение от различных болезней легких и мочевыводящей системы в ряде пакистанских больниц. В конце 2000 года, находясь в индийском штате Керала, он пережил первый инсульт. В 2005 году Хассан был отправлен на лечение в Индию. Вернувшись, певец перенес второй инсульт, который повлиял на его речь и физическую активность. Буквально за несколько дней до кончины у него ухудшилось состояние: обнаружили серьезную инфекцию органов дыхания и усилились проблемы с дыханием. Хассан ушел из жизни 13 июня 2012 года в больнице университета Ага Хана в Карачи, причиной смерти стала полиорганная недостаточность.

## Память о певце
Хассан широко признан одним из наиболее выдающихся певцов субконтинента и считается тем, кто произвел революцию в жанре исполнения газелей. В 1977 году, прослушав концерт Хассана в Нью-Дели, известная индийская певица Лата Мангешкар пришла в восторг от его уникального вокала и даже высказала мысль: «Когда он поёт, это словно голос Всевышнего». В день его 91-го дня рождения, 18 июля 2018 года, Google украсил главную страницу своего сайта изображением Хассана. Премьер-министр Пакистана Юсуф Раза Гилани отдал дань уважения певцу, называя его «иконой, которая десятилетиями вдохновляла меломанов». Премьер-министр Индии Манмохан Сингх отметил, что Хассан «внёс суфийскую духовность субконтинента в свои песни» и добавил, что «страсть Хассана к поэзии на урду и его мастерство в исполнении Дхрупада обеспечили ему особое место в музыкальном мире».

## Альбомы
Некоторые из его альбомов:
- Kehna Usey
- Nazarana
- Live at Royal Albert Hall
- Andaz-e-Mastana
- Classical Ghazals vol. 1, 2, 3
- Dil Jo Rota Hai
- Ghalib Ghazals
- Ghazals For Ever Vol 1
- Golden Collection Of Mehdi Hassan Vol 1, 2
- Golden Greats
- In Concert
- Khuli Jo Aankh
- Life Story
- Live at Khambay
- Live Concert in India
- Mehdi Hassan
- Mehdi Hassan Ghazals Vol. 1
- Sada E Ishq
- Sarhadein
- Sur Ki Koi Seema Nahin
- The Finest Ghazals
- The Legend
- Yaadgar Ghazalen Vol. 1
- Tarz (with Shobha Gurtu)
- Naqsh-e-Faryadi
- Mehdi Hassan (EMI-Pakistan Released) VOLUME 1
- Mehdi Hassan Sings Punjabi Film Hits (EMI-Pakistan Released)
- Mehdi Hassan (EMI-Pakistan Released) VOLUME 2